# قدامة بن جعفر
قدامة بن جعفر بن قدامة بن زياد البغدادي أبو الفرج، كان نصرانيا وأسلم  على يد المكتفي بالله، من مشاهير البلغاء الفصحاء الذين يضرب بهم المثل في البلاغة، ومن الفلاسفة الذين يشار إليهم بالبنان في علم المنطق والفلسفة. وقد استكمل بعد ابن المعتز تأسيس مباحث علم البديع، وحمل لوائه، وتوضيح معالمه، وتحديد نهجه.
حضر مجلس الوزير الفضل بن جعفر بن الزيات وقت مناظرة أبي سعيد السيرافي ومتى المنطقي سنة 320 هـ. جالس أبا العباس المبرد (ت. 285 هـ)، وأبا العباس ثعلب (ت 291 هـ)، وسأل ثعلبا عن أشياء. كما عاصر ابن قتيبة (ت 276 هـ)، وأبا سعيد السكري (ت 275 هـ) وطبقتهم. لم تشر المصادر إلى تلاميذه ومن أخذ العلم عنه. توفي في بغداد عام 337 هـ، في أيام المطيع لله.

## مؤلفاته
- كتاب نقد الشعر
- كتاب الخراج
- كتاب صناعة الكتابة
- كتاب جواهر الألفاظ
- كتاب السياسة
- كتاب البلدان
- كتاب زهر الربيع في الأخبار
- كتاب صابون الغم
- كتاب جلاء الحزن
- كتاب درياق الفكر
- كتاب حشو حشاء الجليس
- كتاب الرد على ابن المعتز فيما عاب به أبا تمام
- كتاب صرف الهم
- كتاب صناعة الجدل
- كتاب السياسة
- كتاب نزهة القلوب
- كتاب زاد المسافر

( المصدر: الفهرست لابن النديم، ومعجم الأدباء لياقوت الحموي، و تاريخ الإسلام للذهبي ).

## جواهر الألفاظ: قدامة بن جعفر
شهد القرنان الثالث والرابع الهجريان أوج ازدهار الثقافة والحضارة الإسلامية، وبلغت الحياة العلمية والأدبية فيهما شؤوا عظيما، فاتسعت حركة الترجمة، وكثر المترجمون والمؤلفون والدارسون في العلوم المختلفة، التي لم تقتصر على ما يتصل بالدين، كعلوم القرآن والحديث والفقه، والعقيدة والتصوف، بل اهتمت بالفروع الأخرى كالفلسفة والمنطق، والرياضيات، وعلم الفلك والتنجيم، والجغرافيا والتاريخ، والطب والعلوم الطبيعية، فضلا عن الموسوعات والأنساب والفنون. وتربع أعلام على قمم عدد من هذه الفروع، واحتشد المبرزون والرواد الذين خلدت أسماؤهم في فروع العلوم اللغوية والأدبية: في الشعر وفي النثر الفني والأدب، وفي البلاغة والنقد، وفي النحو وعلم اللغة والمعاجم.
ومؤلف الكتاب الذي بين أيدينا هو أحد الأعلام الذين لمعت أسماؤهم في تلك الفترة. وهو قدامة بن جعفر بن قدامة بن زياد البغدادي أبو الفرج، كان نصرانيا وأسلم على يد المكتفي بالله، من مشاهير البلغاء الفصحاء الذين يضرب بهم المثل في البلاغة، ومن الفلاسفة الذين يشار إليهم بالبنان في علم المنطق والفلسفة. وقد استكمل بعد ابن المعتز تأسيس مباحث علم البديع، وحمل لوائه، وتوضيح معالمه، وتحديد نهجه.
حضر مجلس الوزير الفضل بن جعفر بن الزيات وقت مناظرة أبي سعيد السيرافي ومتى المنطقي سنة 320 هـ. جالس أبا العباس المبرد (ت 285 هـ)، وأبا العباس ثعلب (ت 291 هـ)، وسأل ثعلبا عن أشياء. كما عاصر ابن قتيبة (ت 276 هـ)، وأبا سعيد السكري (ت 275 هـ) وطبقتهم. لم تشر المصادر إلى تلاميذه ومن أخذ العلم عنه. توفي ببغداد عام 337 هـ، في أيام المطيع.
له كتب منها: (الخراج) ويعرض لنظام البريد، ثم يصف الأرض وصفا عاما، يعتنى فيه ببلاد الإسلام أولا، ثم يصف بلاد الأمم الأجنبية المجاورة. وينتقل إلى الحديث عن إدارة الأموال العامة ونظام الجباية وقانون الإدارة. وله كتاب في (نقد الشعـر)، وهو حسن في الغاية، تأثر فيه بالفلسفة والمنطق اليونانيين، فانعكس على منهجه الذي اختلف عن منهج كتابي الجاحظ وابن المعتز. وفيه يحلل الأمثلة تحليلا دقيقا، ويميل إلى استحداث مصطلحات جديدة لم يكتب لها الشيوع. وقد تعرض ابن بشر الآمدي للرد عليه فيه. وله كتاب (صناعة الكتابة)، الذي يضم أبوابا ضمنها خصائص الكتاب والبلغاء، ويتجلى فيه تبحره في العلم. وله كتاب (جواهر الألفاظ) الذي بين أيدينا، وكتاب (السياسة)، وكتاب (البلدان)، وكتاب (زهر الربيع في الأخبار)، وكتاب (صابون الغم)، وكتاب (جلاء الحزن)، وكتاب (صرف الهمّ)، وكتاب (نزهة القلوب وزاد المسافر)، وكتاب (درياق الفكر)، وكتاب (الرد على ابن المعتز فيما عاب به أبا تمام)، وكتاب (حَشْو حِشاءِ الجليس)، وكتاب (الرسالة في أبي علي بن مقلة، وتعرف بالنجم الثاقب)، وكتاب (صناعة الجدل).
عاش قدامة في هذه الفترة التي تموج بالنشاط الثقافي والأدبي، فتشبع بروح العصر، وتمثَّل ثقافاته، وانعكس أثر ذلك على نتاجه؛ حين استفاد من ترجمة كتابي أرسطو في الشعر والخطابة، واستوعب مادتهما، ثم حاول أن يطبقها على الشعر العربي؛ فكان ممن برزوا في التنظير للكتابة الفنية شعرا ونثرا.
وكانت فكرة تعليم اللغة للنشء سائدة في ذلك الوقت، فألَّف الكُتاب كتبا جمعوا فيها كثيرا من الألفاظ والعبارات في طائفة من المعاني والموضوعات، كما ساد اتجاه قوي للمحافظة على سلامة اللغة، وتنقيتها مما شاع على ألسنة الناطقين بها من كلام دخيل، أو فيه خروج على سنن العربية، حتى لا يمتد خطره إلى اللغة الأدبية المشتركة؛ ولكي يستدركوا داءً استشرى في لغة العرب والمستعربة فيعالجوه، وهو داء اللحن والخطأ في الكلام. فأُلفت كتب كثيرة تنبِّه إلى ما يلحن فيه العامة، وتحدد الفصيح؛ وهكذا كان العلماء يضعون نصب أعينهم جذب الشباب والمتأدبين إلى دوائر اللغة الفصحى، وتنبيههم إلى الصياغات السليمة البليغة، وتمكينهم من استعمال اللغة استعمالا صحيحا، وتحبيب العربية للناشئة والمتعلمين. ومن هذه الكتب (ما تلحن فيه العوام)، الذي ينسب لأبي الحسن علي بن حمزة الكسائي (ت 189 هـ)، وقد عرض فيه نيفا ومائة من الكلمات التي يكثر الخطأ فيها على ألسنة العامة، وبيَّن صوابها.
ومن الكتب التي استهدفت تقديم الزاد اللفظي للأديب (الفصيح) لأبي العباس ثعلب، أحمد بن يحيى (ت 291 هـ)، الذي جمع فيه الصياغات الفصيحة الناصعة، وذكر في مقدمته أنه اختار «فصيح الكلام مما يجري في كلام الناس وكتبهم، فمنه ما فيه لغة واحدة، والناس على خلافها، فأخبرنا بصواب ذلك، ومنه ما فيه لغتان وثلاث فأكثر فاخترنا أفصحهن، ومنه ما فيه لغتان كثرتا واستعملتا فلم تكن إحداهما أكثر من الأخرى فأخبرنا بهما».
وكتاب (الألفاظ) لأبي يوسف يعقوب بن إسحق السكيت (ت 243 هـ)، وقد جمع فيه الثروة اللغوية، وعمل على إمداد الكاتب بما يحتاج إليه من المترادفات. وهو مرتب على أبواب المعاني: كالشجاعة، والطول، والأزمنة والدهور، وما يكره من خلق النساء.. الخ. ويعاب عليه أنه احتوى على عدد من الألفاظ المهجورة، وضم كثيرا من أبيات الرجز المسرفة في الغرابة. وكتاب (إصلاح المنطق) لابن السكيت، الذي أراد به صاحبه تقويم اللسان، فضمنه أبوابا تساعد على ضبط جانب كبير من لغة العرب، فذكر الألفاظ المتفقة في الوزن الواحد مع اختلافها في المعنى، والألفاظ المختلفة فيه مع اتفاق المعنى، وما فيه لغتان أو أكثر، وما جاء مثنى فحسب، وما يرد معتلا وصحيحا، وما لا يتكلم فيه إلا بالنفي، وما يهمز وما لا يهمز، وما يذكّر ويؤنث، وما يشدد وما يخفف، وما تغلط فيه العامة.
وكتاب (أدب الكاتب) لابن قتيبة، أبو محمد عبد الله بن مسلم (ت 276 هـ)، الذي ضمنه معظم الأبواب التي وضعها ابن السكيت في كتابيه (الألفاظ) و (إصلاح المنطق). ويتألف من أربعة كتب، هي: كتاب المعرفة، وكتاب تقويم اليد، وكتاب تقويم اللسان، وكتاب الأبنية. وقد عدَّه ابن خلدون واحدا من أربعة دواوين هي أصول الأدب وأركانه. في كتاب المعرفة يورد عددا من الأبواب، منها معرفة ما يضعه الناس في غير موضعه، ومعرفة في الخيل وما يستحب في خلقها، ومعرفة في خلق الإنسان، ومعرفة في الوحوش. وفي كتاب تقويم اليد يورد أبوابا، منها دخول ألف الاستفهام على ألف الوصل، وكذلك دخولها على ألف القطع، وباب حذف الألفات من الأسماء وإثباتها، وباب ما يكتب بالياء والألف من الأفعال، وكذلك من الأسماء، وباب ما يذكر ويؤنث، وباب ما يمد ويقصر.
وفي كتاب تقويم اللسان يورد باب ما يكون مهموزا بمعنى وغير مهموز بمعنى آخر، وباب ما جاء مضموما والعامة تكسره، وباب ما جاء على فَعَلت بفتح العين والعامة تقوله على فعُلت بضمها، وباب ما يتكلم به مثنى والعامة تتكلم بالواحد منه. وفي كتاب الأبنية يورد معاني أبنية الأفعال، ومعاني أبنية الأسماء، وباب فعلت وأفعلت باتفاق المعنى، وباب ما يقال بالواو والياء، وباب ما جاء على بنية الجمع وهو وصف لواحد، وباب شواذ التصريف، وباب أبنية المصادر. وكتاب (الألفاظ الكتابية) لعبد الرحمن بن عيسى الهمذاني (ت 320 هـ)، وقد جمع فيه الألفاظ المترادفة، والعبارات التي تتفق في المعنى، والصياغات البليغة المتألقة. وجعله في أبواب وفقا للمعاني. يقول في مقدمته: «جمعت في كتابي هذا ... أجناسا من ألفاظ كتاب الرسائل والدواوين، البعيدة عن الاشتباه والالتباس، السليمة من التقعير، المحمولة على الاستعارة والتلويح، على مذاهب الكتاب وأهل الخطابة دون مذاهب المتشدقين والمتفاصحين. ... ومتخيرة من بطون الدفاتر ومصنفات العلماء، فليست لفظة منها إلا وهي تنوب عن أختها في موضعها من المكاتبة، أو تقوم مقامها في المحاورة، إما بمشاكلة أو بمجانسة أو بمجاورة. فإذا عرفها العارف بها وبأماكنها التي توضع فيها كانت له مادة قوية وعونا». وبين كتابي ابن السكيت والهمذاني مشابهات عديدة، وقد عالج الأخير العيوب التي شابت كتاب ابن السكيت. ولكن كتاب أبي يوسف امتاز بأنه أضبط نقلا، وأوثق نصا، وأوسع مادة في عدد من الأبواب.
وكتاب (الألفاظ) لابن المرزبان أبو منصور محمد بن سهل (ت 330 هـ)، وهو كتاب جعل هدفه تعليم العربية بطريقة عملية. وانتهج لذلك نهجا خاصا قوامه الاستخدام اللغوي في إطار السياقات المتشابهة، فلجأ إلى تعليم اللغة عن طريق محاكاة النماذج الرفيعة. فكان يعرض المادة اللغوية، ويقسمها إلى عبارات أو كلمات، ثم يورد بدائل لهذه الكلمات والعبارات، يمكن أن تحلَّ محلها، وتؤدي معناها، أو تقترب منه. وهو– بهذا- يطبّق الفكرة التي أطلق عليها دي سوسير العلاقات الرأسية (الجدولية)
العلاقات الرأسية (الجدولية) - Paradigmatic relations -ويقدم الترادف على مستويات ثلاثة، هي: الترادف في الكلمة المفردة، والترادف في العبارة (الجملة غير التامة)، والترادف في التراكيب.
وكتاب (جواهر الألفاظ) يأتي في هذا السياق الذي حرص على الاهتمام بثقافة الكاتب، وخدمة الأديب بتأليف الكتب في الأدب بمعناه العام، وبث حب العربية في نفوس الشباب والمتأدبين. وقد أفاد قدامة من مؤلفات سابقيه في هذا المجال، وأراد أن يتفوق عليهم، فرأى أن يسوق الكلمات والعبارات المترادفة، ولكن في ثوب قشيب، وصورة بليغة ، يحرص فيها على التناسب في اللفظ والجرس ، أو في الوزن والبناء، وعلى مراعاة المحسنات البديعية ؛
مما يكسبها جمالا في اللفظ وعذوبة في السمع. ونلحظ حرصه على التأنق اللفظي حين يشير في مقدمة (جواهر الألفاظ) إلى النهج الذي انتهجه فيه فيقول: «هذا كتاب يشتمل على ألفاظ مختلفة، تدل على معان متفقة مؤتلفة، وأبواب موضونة، بحروف مسجعة مكنونة، متقاربة الأوزان والمباني، متناسبة الوجوه والمعاني، تونق أبصار الناظرين، وتروق بصائر المتوسمين. وتتسع بها مذاهب الخطاب، وينفسح معها بلاغة الكتاب... وقد أُلف للألفاظ غير كتاب، فقيل: أصلح الفاسد، وضم النشر، وسد الثلم، وأسا الكلْم. ولو قيل: أصلح الفاسد، وألف الشارد، وسدد العاند، وأصلح ما فسد، وقوَّم الأوَد، أو قيل: صلح فاسده، ورجع شارده - لكان في استقامة الوزن واتساق السجع عوض من تباين اللفظ، وتنافي المعنى والسجع.»
ثم يسوق أربعة عشر نوعا بلاغيا تُعَدّ عنده أحسن البلاغة، شارحا وممثلا لها. وهي: الترصيع، والسجع واتساق البناء، واعتدال الوزن، واشتقاق لفظ من لفظ، وعكس اللفظ، والاستعارة، وتوفير تمام الأقسام، وتصحيح المقابلة بمعان متعادلة، وصحة التقسيم، وتلخيص الأوصاف، والمبالغة، وتكافؤ المعاني المتقابلة، وإرداف اللواحق، وتمثيل المعاني. ويلتزم قدامة في كتابه هذا النهج ، الذي لا يستغرب منه وهو مَنْ تحمس لعلم البديع وأسهم في توضيحه والتعريف به. يشتمل الكتاب على ثلاثمائة واثنين وسبعين بابا، عالج فيها قدامة موضوعات مختلفة. وكان لمحقق الكتاب فضل وضع عناوين أبوابه، وإن كان هذا لا ينفي وَعْيَ قدامة بالتقسيم، وإيراده مادة كتابه في زُمَر، وفقا للمعنى الذي يربط بين كلماتها وعباراتها. وتتضمن هذه الأبواب ثلاثمائة وسبعة وأربعين موضوعا، يضم كل منها معنى واحدا يدور في إطاره ، وهو ما يطلق عليه – الآن- الحقول الدلالية والمجالات.
وتندرج معظم أبواب (جواهر الألفاظ) تحت الحقول الدلالية، والمجالات التالية: السجايا والطبائع، السلوكيات، العواطف والانفعالات، العيوب والنقائص، الصحة والمرض، الحسـيات، الصفات المعنوية، المدح والوصف، الظواهر الطبيعية والأزمنة، العلم والمعرفة، القرب والقرابة، الفقر والغنى، الحرب وما يتصل بها، المصائب وما يتصل بها، الروحانيات، الدعاء، الألوان، الأمثال، السير والحركة، الأصوات، الظهور والخفاء. وترتكز بنية الكتاب من الجانب الصرفي على أسس ثلاثة تندرج أبوابه تحتها، هي: الأسماء، والمصادر، والصفات أو النعوت.
فمن الأبواب التي خصصها للأسماء نجد العناوين التالية: أسماء الأكل ، تسمية الرضع وأسماء أكل الحيوان، أسماء الراية، أسماء الضحك ، أسماء الطريق وصفاته، أسماء المطر وأنواعه. أما الأبواب التي تحمل عناوينها صيغ المصادر فمنها: التأجيل، الأمر، البدء والتحول، الدق والهرس، الترصد والمشارفة، الزيادة والتمام، زوال الغشية، السكوت والصمت، الشك والارتياب، المصارحة بالأمر والمجاهرة، إصابة الظن والتخمين، العود والرجوع، العيب والانحراف، الإغراء والوشاية، المكافأة في العمل، التباس الأمر واستبهامه، اللدود والشماس، التلويح والإيحاء، الاستمساك بالجادة والإنابة، المنة من الله والفضل، النجح في المطلب، الانتظار والتوقع، النظـر وتصويبه، الانتقام والأخذ بالثأر، النوم والغفلة، الهداية والإرشاد، الموادعة، الصلة والعطية، الوضوح، ثقل الوطأة، المواظبة على الأمر، الموافقة على الأمر، الولوع بالشيء وتعوده، التيمن والفأل.
أما أبواب الصفات والنعوت فقد تباينت: فكان منها الصفات الحسية والمعنوية، كما كان منها صفات إيجابية وأخرى سلبية، وكان منها ما يخص العاقل، وما يختص بغير العاقل. ومن الواضح زيادة نسبة العبارات والتراكيب في كتاب قدامة بصفة عامة مما يدل على أن الهدف الفني عنده أكبر، وأنه يتغيّا رصف العبارات البليغة المترادفة في المعاني المختلفة ؛ لمساعدة المتأدبين وشداة الأدب. وهذا يؤكد أهمية كتاب قدامة، وكيف جاء حلقة طبيعية في سلسلة المؤلفات التي تنتمي إلى المجال نفسه، وهو مجال جمع الثروة اللغوية، وتقديمها لغرض تعليمي عام، وغرض آخر فني خاص.
حقق الكتاب محمد محيي الدين عبد الحميد، وكانت طبعته الأولى في مطبعة الخانجي بمصر عام 1932م. وقد أصدرت دار الكتب العلمية ببيروت، عام 1985، طبعة لا تختلف عن الطبعة السابقة، ويلحظ أن غلافها من الداخل يحمل عبارة: (الطبعة الأولى)! وقد ذكر المحقق أنه أثبت كلمات الكتاب صحيحة، بعد أن استوثق منها بعرضها على المعاجم اللغوية، وضبَطها بالشكل، ثم استكمل عمل قدامة بأن عَنْوَن أبواب الكتاب ليسهل الاستدلال عليها والإشارة إليها. ولا شك أن المحقق بذل جهدا كبيرا في تيسير مادة الكتاب، وتقريبها إلى القراء.